# 日髙大介
日髙 大介（ひだか だいすけ、1977年10月28日 - ）は、日本のクイズ作家。

## 経歴・人物
宮崎県宮崎市出身。静岡県立浜松北高等学校卒業。慶應義塾大学経済学部中退。血液型はA型。
1994年の浜松北高等学校2年生の時に『第14回全国高等学校クイズ選手権』（日本テレビ）でテレビに初出演した。
東京大学が第一志望だった浪人生(当時19歳)の時、センター試験の本番1週間前に試験会場の下見に行ったところ、帰りの電車で動悸などの気持ち悪さを感じ、帰宅後に内科を受診すると、亜急性甲状腺炎と診断された。1週間後の試験本番で友人と新幹線に乗ろうとしたが、症状に襲われる恐怖を感じ、その日の本試験は受験せず、追試験を受けることになった。試験本番の1日目では、試験時間の半分で問題を全て解き終え、残りの時間は部屋から退出して医務室で休憩していたが、そのサイクルを4科目分続けたことで疲弊してしまい、2日目の受験を断念した。
試験前日に通院した内科を再度受診したところ、パニック障害と診断された。センター試験と東大受験を断念したが、私立大学を受験できるチャンスが残っていたため、教員の指導で東大と難易度が似ている早稲田大学と慶應義塾大学を薦められ、書店の願書売場の前であみだくじを書き、慶應義塾大学に決めた。
大学在学中の1998年2月には『パネルクイズ アタック25』（朝日放送）で優勝し、クイズ作問の仕事を始め、2006年に『クイズ!ヘキサゴンII』（フジテレビ）にクイズ作家として参加し、本格的にクイズ作家としての仕事を開始した。その後、雑誌やゲーム、インターネットといったメディアでクイズやパズルの問題を制作し、あるお題に対して即興で短い豆知識を披露する「瞬間うんちく王」としてメディアも出演している。2018年から2019年にかけて、村田製作所のCMにクイズ王として出演した。
フジテレビのかつての人気番組『ものまね王座決定戦』に関する造詣は日本屈指の深さであり、自身で作成したファンサイトに独自の分析などを掲載しており、ものまね四天王の栗田貫一を敬愛している。日本漢字能力検定1級や実用数学技能検定2級を取得している。
2006年、心療内科でうつ病と診断された。

## 担当番組
- クイズプレゼンバラエティー Qさま!!（テレビ朝日）[15]
- くりぃむしちゅーのハナタカ!優越館（テレビ朝日）[15]
- 超逆境クイズバトル!! 99人の壁（フジテレビ）[15]

過去の代表番組
- クイズ!ヘキサゴンII（フジテレビ）[7]
- 百識王（フジテレビ）
- 芸能人雑学王最強No.1決定戦!!（テレビ朝日）
- 全国一斉!日本人テスト（フジテレビ）
- 快脳!マジかるハテナ（日本テレビ）
- 優しい人なら解ける クイズやさしいね（フジテレビ）
- 全国高等学校クイズ選手権（日本テレビ）

過去
- ウッチャンナンチャンの炎のチャレンジャーこれができたら100万円!!（テレビ朝日）
- iQバトル20世紀（フジテレビ721）
- ジャングルTV 〜タモリの法則〜（TBS）
- クイズ!100げっちゅ〜（TBS）
- ウィーケストリンク☆一人勝ちの法則（フジテレビ）
- クイズ!家族でGO!!（TBS）
- 全員正解あたりまえ!クイズ（TBS）
- TVチャンピオン・ゆるキャラ王選手権（テレビ東京）
- THEクイズモンスター（NHK）
- TVチャンピオン2・なでしこ礼儀作法王選手権（テレビ東京）
- 芸能人雑学王最強No.1決定戦!!（テレビ朝日）
- キャッシュキャブ（フジテレビ）
- 年度検定（フジテレビ）- 2007年度、2008年度上期・10月、FNS2008年クイズ！！
- ドリームプレス社（TBS）
- オジサンズ11（日本テレビ）
- 全国一斉!日本人テスト（フジテレビ）
- FNSの日26時間テレビ2009 超笑顔パレード（フジテレビ）
- FNS人気番組対抗!オールスタークイズ（フジテレビ）
- FNSの日26時間テレビ2010 超笑顔パレード絆/爆笑 お台場合宿!（フジテレビ）
- ダウンタウンのガキの使いやあらへんで!!（日本テレビ）
- YOU vs. 7（フジテレビ）
- 学生才能発掘バラエティ 学生HEROES!・クイズを愛する学生No.1決定戦（テレビ朝日）
- ブレインアスリート（日本テレビ）
- クイズ!イチガン（TBS）
- ダウンタウンのガキの使いやあらへんで!!ダウンタウンの大晦日スペシャル！！「絶対に笑ってはいけない空港24時！」（日本テレビ）
- ブレインワールドカップ知力世界No.1大学決定戦（フジテレビ）
- クイズ!ヘキサゴンII（フジテレビ）
- クイズダービー2012（TBS）
- クイズ!ガットショット（フジテレビ）
- 快脳!マジかるハテナ（日本テレビ）
- 百識王（フジテレビ）
- サンバリュクイズ!ピラミッド（日本テレビ）
- 戦力外捜査官（日本テレビ）
- クイズ!パンチアウト（TBS）
- ドラえもん知識王No.1決定戦SP（テレビ朝日）
- クイズ国民の9割（フジテレビ）
- ダウンタウンのガキの使いやあらへんで!!ダウンタウンの大晦日スペシャル！！「絶対に笑ってはいけない大脱獄24時！」（日本テレビ）
- クイズ・ザ・トレード（関西テレビ）
- 見れば賢くなる超難問クイズわかる解っ！！（フジテレビ）
- 優しい人なら解ける クイズやさしいね（フジテレビ）
- THE 博学（テレビ朝日）
- 大人も知らない 大人の事情（テレビ東京）
- 天才てれびくん（NHK Eテレ）
- 水曜日のダウンタウン（TBS） - ダウンタウンクイズ
- 天才キッズ全員集合（テレビ朝日）
- 絶対!カズレーザー（テレビ朝日）
- クイズ!オトナvsこども（フジテレビ）
- 紅白雑学総研（テレビ朝日）
- 24時間テレビ 愛は地球を救う（日本テレビ）
- ニンゲン観察バラエティ『モニタリング』（TBS）
- 志村&所の戦うお正月2019（テレビ朝日）
- 真夜中のクイズ バズる!TV（静岡朝日テレビ）
- 陸海空 地球制服するなんて（テレビ朝日）

## 出演番組
クイズ解答者として
- 全国高等学校クイズ選手権（第14回）（日本テレビ）- 静岡県代表
- パネルクイズ アタック25（ABC）- 第1152回 1998年2月22日放送分で優勝
- クイズメーカー（NHK）- 優勝
- クイズ$ミリオネア（フジテレビ）
- タイムショック21（テレビ朝日）- チーム戦・個人戦(筆記予選1位)で2度の100万円獲得
- プロジェクトQ（ABC）- 筆記予選総合1位
- 天（TBS）- 筆記予選総合1位(満点)
- 虎の門（テレビ朝日）- うんちく王予選大会1位タイ
- クイズ王最強決定戦〜THE OPEN〜（フジテレビ721）- 第1回・第3回準優勝
- 頭脳の祭典!クイズ最強王者決定戦!!〜ワールド・クイズ・クラシック〜（TBS）
- パネルクイズ アタック25（ABC）- 第2280回 2021年9月26日
- そこ曲がったら、櫻坂?（テレビ東京）- 第193・194回 2024年7月22日・29日『得意ジャンルで挑め！櫻坂46VSクイズ王バトル』

クイズ解答者以外として
- まねキンものまねBOX（日本テレビ）- 第5回大会優勝
- まねキンものまねBOXチャンピオン大会（日本テレビ）
- TVチャンピオン・クイズ作家王選手権（テレビ東京）
- 大泉洋の突然クイズツアー（BSフジ）- ドッキリの仕掛け人として
- 南青山商品研究所（ニコニコ生放送）- ラジオパーソナリティ
- こちら山中デスクです（TBSラジオ）
- 愛の修羅バラ（読売テレビ）
- ゲームセンターCX（フジテレビNEXT）- 24時間生放送内VTR出演（#72「ゆうゆのクイズでGO!GO!」収録回）
- お願い!ランキング（テレビ朝日）- 「ドライブが楽しくなるうんちく」コーナーに「ドラちくマスター」という役柄で出演
- 全国高等学校クイズ選手権（第30回）（日本テレビ）- クイズ解説者
- クイズ!スピードキング（テレビ朝日）- 「スピードキング」として出演
- くにまるジャパン（文化放送）
- TOKYO GAS Curious HAMAJI（BAYFM）
- 日髙大介のラジカントロプス2.0（ラジオ日本）
- アポロン（TOKYO FM）
- 笑っていいとも!（フジテレビ）- 「瞬間うんちく王」、「言われてみれば確かに気になる! いちゃ問題!」のレギュラー解説者、「すごいなぞなぞSP」の出題者、「オタック9」のクイズオタクとして出演
- まめちくフライデー（TOKYO FM）- メインパーソナリティー
- キス濱ラーニング3（テレビ朝日）- クイズ作家の審査員として
- キス濱テレビ（テレビ朝日）- クイズ作家の審査員として
- 東京マラソン2015（フジテレビ）- 『市民ランナーそれぞれのストーリー「クイズ王がフルマラソン挑戦」』市民ランナー代表として
- 時間がある人しか出れないTV（TBS）- クイズのコーチ役として
- お願い!モーニング（テレビ朝日）- 雑学に詳しい「猫ちゃん」の声優として
- いただきハイジャンプ（フジテレビ）- クイズ王として
- ビーバップ!ハイヒール（朝日放送|ABC）- クイズ作家として
- くりぃむしちゅーのハナタカ!優越館（テレビ朝日） - クイズ賢人「ハナー・タッカー」として
- 週刊フジテレビ批評（フジテレビ）
- たまむすび（TBSラジオ） - 木曜日15時台ゲストとして
- クロノス（TOKYO FM） - クイズ作家として
- GOLD RUSH（J-WAVE）- クイズ作家として
- 絶対!カズレーザー（テレビ朝日）- クイズ解説者として
- 真夜中のプリンス（テレビ朝日）- クイズ作家として
- マツコ&有吉 かりそめ天国（テレビ朝日）- 最強クイズ王として
- 真夜中のクイズ バズる!TV（静岡朝日テレビ）- MC、クイズ解説者として
- 山崎怜奈の誰かに話したかったこと。（TOKYO FM） - トーク企画「誰かに聞きたかったこと」ゲストとして
- ノーナレ（NHK）- クイズ作家として
- プロフェッショナル 仕事の流儀（NHK）- 上記ノーナレの映像にクイズ解答者時代から放送当時（2021年）までのエピソードやナレーションを追加したもの。

## MC担当番組
- まめちくフライデー（TOKYO FM） - メインパーソナリティー
- 真夜中のクイズ バズる!TV（静岡朝日テレビ）- MC、クイズ解説
- ニュース・博識甲子園（全国高等学校総合クイズ選手権） - MC[16]
- JQS（全国総合クイズ大会）グランプリファイナル - MC[17]

## ナレーション担当番組
- お願い!モーニング（テレビ朝日）

## 出演CM
- 村田製作所[10][11]

## 著書
- クイズ作家が教える「マメちく」の本（2013年、飛鳥新社）ISBN 978-4-86410-237-7
- クイズ王の「超効率」勉強法（2013年、PHP新書）ISBN 978-4-569-81443-8
- 大人気クイズ作家が教える！10秒雑学（2022年、三笠書房）ISBN 978-4-8379-8780-2

### 漫画原作
- クイズの神様〜QUIZROAD〜（原作：矢野了平、作画：一丸、『ビッグコミックオリジナル増刊』2022年11月号[18] - ） - 矢野とともに原作担当[18]